# Municipio de Lincoln (condado de Rice)
El municipio de Lincoln (en inglés: Lincoln Township) es un municipio ubicado en el condado de Rice en el estado estadounidense de Kansas. En el año 2010 tenía una población de 563 habitantes y una densidad poblacional de 5,94 personas por km².

## Geografía
El municipio de Lincoln se encuentra ubicado en las coordenadas 38°23′29″N 98°18′48″O / 38.39139, -98.31333. Según la Oficina del Censo de los Estados Unidos, el municipio tiene una superficie total de 94.75 km², de la cual 94,75 km² corresponden a tierra firme y (0 %) 0 km² es agua.

## Demografía
Según el censo de 2010, había 563 personas residiendo en el municipio de Lincoln. La densidad de población era de 5,94 hab./km². De los 563 habitantes, el municipio de Lincoln estaba compuesto por el 95,03 % blancos, el 0,36 % eran afroamericanos, el 0,18 % eran amerindios, el 0,53 % eran asiáticos, el 0,53 % eran de otras razas y el 3,37 % eran de una mezcla de razas. Del total de la población el 6,75 % eran hispanos o latinos de cualquier raza.